# Batalla de Le Mans (1793)
La batalla de Le Mans (12 y 13 de diciembre de 1793) fue un enfrentamiento militar librado en el contexto de la Guerra de la Vendée. Supuso una derrota catastrófica para las tropas del Ejército Católico y Real inmerso en el Giro de la Galerna. 

## Antecedentes
El 10 de diciembre los vandeanos entraron en Le Mans. Acababan de fracasar en su intento de cruzar el Loira por Angers para volver a la Vandea. Su hueste se había reducido a treinta o sesenta mil personas, de las que un tercio eran combatientes. Perseguidos de cerca por la caballería del general François Joseph Westermann, jefe de la vanguardia republicana, los vandeanos cometieron el error de creerse seguros dentro de la ciudad y agotados, se negaron a escapar. 

## La batalla
Dos días más tarde, Westermann estaba ya a las puertas de Le Mans y las divisiones de Jean Baptiste Kléber y François Séverin Marceau-Desgraviers estaban a punto de sumársele. El combate comienza con una escaramuza entre las tropas vandeanas, dirigidas por Henri de La Rochejaquelein y la vanguardia republicana, que es momentáneamente rechazada. La Rochejaquelein regresa a la ciudad, pero la mayoría de sus efectivos estaban dispersos y todos desconocían la proximidad del grueso del ejército republicano.  
Cuando éste finalmente llega, los vandeanos, conscientes de su propia inferioridad numérica, se atrincheraron en las casas y barricadas de la ciudad. Los republicanos proceden entonces al asalto de la urbe, consiguiendo barrer las defensas, pero a un precio enorme. 

## Consecuencias
La batalla se transformó en una matanza. Los republicanos desalojaron de las casas a los heridos, las mujeres, los ancianos y los niños que en ellas habían buscado refugio y les masacraron. Kléber y Marceau intentaron salvar la vida de los prisioneros y no combatientes, pero fueron incapaces de detener a sus tropas. Los supervivientes, encabezados por La Rochejaquelein, escaparon a Laval y desde ahí a Savenay. 